# Puchar Ameryki Północnej w skeletonie 2018/2019
Puchar Ameryki Północnej w skeletonie 2018/2019 – to 19. edycja tej imprezy. Cykl rozpoczął się w kanadyjskim Whistler 7 listopada 2018 roku, a zakończył 11 stycznia 2019 roku w kanadyjskim Calgary. Łącznie zostało rozegranych 16 konkursów: 8 dla mężczyzn i 8 dla kobiet.

## Kalendarz Pucharu Ameryki Północnej
| Lp.    | Data             | Miejscowość | Konkurencja | 1. miejsce             | 2. miejsce             | 3. miejsce        |
| ------ | ---------------- | ----------- | ----------- | ---------------------- | ---------------------- | ----------------- |
| 1. PAP | 7-8.11.2018      | Whistler    | Mężczyźni   | Geng Wenqiang          | Władysław Heraskiewicz | Greg West         |
| 1. PAP | 7-8.11.2018      | Whistler    | Kobiety     | Julija Kanakina        | Savannah Graybill      | Lanette Prediger  |
| 1. PAP | 7-8.11.2018      | Whistler    | Mężczyźni   | Władysław Heraskiewicz | Wengang Yan            | Austin Florian    |
| 1. PAP | 7-8.11.2018      | Whistler    | Kobiety     | Kendall Wesenberg      | Savannah Graybill      | Lanette Prediger  |
| 2. PAP | 19-20.11.2018    | Park City   | Mężczyźni   | Andrew Blaser          | Nicholas Timmings      | Aaron Victorian   |
| 2. PAP | 19-20.11.2018    | Park City   | Kobiety     | Leslie Stratton        | Kelly Curtis           | Sara Roderick     |
| 2. PAP | 19-20.11.2018    | Park City   | Mężczyźni   | Andrew Blaser          | Max Delance            | Nicholas Timmings |
| 2. PAP | 19-20.11.2018    | Park City   | Kobiety     | Kelly Curtis           | Leslie Stratton        | Michelle Toukan   |
| 3. PAP | 30.11-01.12.2018 | Lake Placid | Mężczyźni   | Andrew Blaser          | Nicholas Timmings      | Max Delance       |
| 3. PAP | 30.11-01.12.2018 | Lake Placid | Kobiety     | Sara Roderick          | Michelle Toukan        | Leslie Stratton   |
| 3. PAP | 30.11-01.12.2018 | Lake Placid | Mężczyźni   | Andrew Blaser          | Blake Enzie            | Nicholas Timmings |
| 3. PAP | 30.11-01.12.2018 | Lake Placid | Kobiety     | Sara Roderick          | Michelle Toukan        | Kelly Curtis      |
| 4. PAP | 10-11.01.2019    | Calgary     | Mężczyźni   | Craig Thompson         | Kim Ji-soo             | Mark Lynch        |
| 4. PAP | 10-11.01.2019    | Calgary     | Kobiety     | Ashleigh Fay Pittaway  | Kelly Curtis           | Madison Charney   |
| 4. PAP | 10-11.01.2019    | Calgary     | Mężczyźni   | Kim Ji-soo             | Yin Zheng              | Craig Thompson    |
| 4. PAP | 10-11.01.2019    | Calgary     | Kobiety     | Kelly Curtis           | Madison Charney        | Lanette Prediger  |

## Klasyfikacja

### Kobiety
| Miejsce | Zawodniczka           | WHI | WHI | PCI | PCI | LPD | LPD | CAL | CAL | Punkty |
| ------- | --------------------- | --- | --- | --- | --- | --- | --- | --- | --- | ------ |
| 1.      | Kelly Curtis          | 8.  | 9.  | 2.  | 1.  | 6.  | 3.  | 2.  | 1.  | 445    |
| 2       | Leslie Stratton       | 9.  | 7.  | 1.  | 2.  | 3.  | 4.  | 11. | 12. | 375    |
| 3.      | Sara Roderick         | –   | –   | 3.  | 5.  | 1.  | 1.  | 7.  | 10. | 320    |
| 4.      | Michelle Toukan       | –   | –   | 4.  | 3.  | 2.  | 2.  | 10. | 6.  | 307    |
| 5.      | Janelle Khan-Nielsen  | 17. | 13. | 7.  | 7.  | 7.  | 8.  | 16. | 16. | 234    |
| 6.      | Nicole Rocha Silveira | 18. | 15. | 8.  | 9.  | 8.  | 7.  | 15. | 17. | 222    |
| 7.      | Lanette Prediger      | 3.  | 3.  | –   | –   | –   | –   | 4.  | 3.  | 215    |
| 8.      | Madison Charney       | 6.  | 5.  | –   | –   | –   | –   | 3.  | 2.  | 205    |
| 9.      | Jaclyn Laberge        | 4.  | 4.  | –   | –   | –   | –   | 5.  | 8.  | 181    |
| 10.     | Audra Segree          | 19. | 16. | 9.  | 10. | 9.  | 10. | –   | –   | 166    |

### Mężczyźni
| Miejsce | Zawodnik          | WHI | WHI | PCI | PCI | LPD | LPD | CAL | CAL | Punkty |
| ------- | ----------------- | --- | --- | --- | --- | --- | --- | --- | --- | ------ |
| 1.      | Andrew Blaser     | 12. | 10. | 1.  | 1.  | 1.  | 1.  | 4.  | 4.  | 460    |
| 2       | Nicholas Timmings | 13. | 11. | 2.  | 3.  | 2.  | 3.  | –   | –   | 296    |
| 3.      | Blake Enzie       | –   | –   | 7.  | 7.  | 4.  | 2.  | 7.  | 8.  | 265    |
| 4.      | Max Delance       | –   | –   | 4.  | 2.  | 3.  | 7.  | 16. | 17. | 246    |
| 5.      | Aaron Victorian   | 19. | 16. | 3.  | 4.  | 5.  | 4.  | –   | –   | 234    |
| 6.      | Joel Seligstein   | 14. | 15. | 10. | 11. | 7.  | 8.  | 19. | 21. | 206    |
| 7.      | Daniel Barefoot   | –   | –   | 12. | 12. | 6.  | 5.  | 13. | 11. | 197    |
| 8.      | Chris Strup       | –   | –   | 6.  | 9.  | 12. | 6.  | 17. | 14. | 184    |
| 9.      | Brendan Doyle     | 18. | 13. | 8.  | 6.  | –   | –   | 12. | 15. | 181    |
| 10.     | Mark Lynch        | 11. | 7.  | –   | –   | –   | –   | 3.  | 6.  | 163    |